# 明惠大师塔
36°14′12″N 113°37′37″E / 36.23667°N 113.62694°E
明惠大师塔位于中国山西省平顺县虹梯关乡虹霓村（原属不兰岩乡），2001年被列为第五批全国重点文物保护单位。
明惠大师塔是海惠院住持明惠大师的舍利塔，明惠大师于唐乾符四年（877年）遇害，塔身上的石碣为后唐长兴三年（932年）所记，则塔当建于这段时间内。海惠院早毁，独塔尚存。塔为石质，高6米，平面方形由塔基、塔身和塔刹三部分组成。